# Буковички партизански одред
Буковички народноослободилачки партизански (НОП) одред је био партизанска јединица у саставу Народноослободилачке војске и партизанских одреда Југославије током Другог светског рата у Хрватској.

## Историјат
Формиран је код Кистања (засеок Груловичи) 6. јануара 1942. од око 40 партизана Срба и Хрвата из Буковице и севернодалматинског приморја, који су од јула 1941. дејствовали по групама. У јануару и марту Одред је извео неколико напада на мање групе Италијана и заробио посаду карабињерске станице у Брушкој. Међу бројним диверзијама, најзначајније је рушење телефонско-телеграфских стубова, уз помоћ становништва, на линији Кистање—Книн, средином јануара. Одред се стално кретао по селима источне Буковице, развијајући значајан политички и пропагандни рад, и прихватајући нове борце. Са партијским организацијама на терену, организовао је Народноослободилачке одборе, одборе Антифашистичког фронта жена, омладинске активе и много допринео развијању братства и јединства становника српске и хрватске националности на овом подручју. Значајна улога одреда је у успостављању и учвршћивању партизанских веза између приморја и јужне Лике, куда су пролазиле групе добровољаца. Буковички одред је до априла 1942. нарастао на 130 бораца, чиме су створени услови за јачи развој оружане борбе у Буковици, која постаје једно од жаришта НОБ у Далмацији. Од Буковичког одреда и нових бораца из приморја и Буковице формиран је Севернодалматински батаљон, који је 9. маја 1942. реорганизован у батаљон Буде Борјан. Овај батаљон је касније био укључен у Прву далматинску ударну бригаду, као њен Други батаљон.